# Barrage de rétention des sédiments de la Toutle
Le barrage de rétention des sédiments de la Toutle est un barrage construit aux États-Unis à la suite de l'éruption du mont Saint Helens en 1980. Il a pour vocation la rétention des sédiments d'origine volcanique que la Toutle transporte.

## Histoire
L'éruption du mont Saint Helens a projeté de grandes quantités de sédiments d'origine volcanique dans le cours de la Toutle, rivière navigable. Ce barrage a été construit entre 1986 et 1989 pour servir de bassin de rétention et permettre ainsi de rendre de nouveau navigable la rivière en aval. Il a été construit par le corps du génie de l'armée des États-Unis.